# Кондратьев, Виктор Николаевич
Ви́ктор Никола́евич Кондра́тьев (19 января (1 февраля) 1902, Рыбинск, Российская империя — 22 февраля 1979, Харабали, Российская СФСР, СССР) — советский учёный-химик и физик, специалист в области физической химии, элементарных процессов, химической кинетики, строения вещества, молекулярной спектроскопии, фотохимии. Доктор физико-математических наук, профессор, академик АН СССР (1953).
Основную известность получил благодаря исследованиям в области элементарных актов химического взаимодействия и их влияния на скорость протекания химических реакций в газовой фазе.
Был женат на Елене Ивановне Кондратьевой, работавшей с ним в течение многих лет. Отец балерины, народной артистки СССР Марины Кондратьевой (1934—2024).

## Биография
Родился 1 февраля 1902 года в городе Рыбинске Ярославской губернии в купеческой старообрядческой семье. В 1919 году окончил среднюю школу и в течение одного года работал в Рыбинском естественно-научном обществе по линии краеведенья. Осенью 1920 года поступил на физико-механический факультет Первого политехнического института в Петрограде. Многие студенты одновременно с учёбой занимались научной работой в Государственном физико-техническом рентгеновском институте (ГФТРИ), создателем и директором которого был А. Ф. Иоффе. Уже на втором курсе, вместе с Ю. Б. Харитоном и А. Ф. Вальтером, а позже А. К. Вальтером, А. И. Шальниковым и А. И. Лейпунским Кондратьев начал работать в лаборатории электронной химии (по другим данным, в лаборатории электронных явлений), которой заведовал Н. Н. Семёнов. С 1921 года являлся штатным сотрудником ГФТРИ. В 1924 году окончил институт и защитил дипломную работу по теме «Ионизация паров солей», в которой впервые в континентальной Европе использовалась масс-спектрометрия, и получил звание инженера-физика. В 1927 году (по другим данным, в 1925-1926 годах) по поручению Иоффе был командирован в Германию, где около года работал во втором Физическом институте в Гёттингенском университете, в лаборатории лауреата Нобелевской премии Джеймса Франка. Одновременно с научной работой с 1924 по 1941 год преподавал в Ленинградском политехническом институте, с 1934 года являлся профессором этого института. Также он в этом году входил в состав комиссии по исследованию Солнца при Академии наук СССР.
В 1931 году на базе лаборатории электронной химии физико-технического института был образован Институт химической физики. Кондратьев стал сотрудником нового института и с 1931 года по 1948 год возглавлял лабораторию элементарных химических процессов. В августе 1944 году вместе с институтом В. Н. Кондратьев переехал в Москву и стал заместителем директора. Одновременно с основной работой Кондратьев преподавал на физико-техническом факультете МГУ (1948—1951), МФТИ, Инженерно-физическом институте, Военной академии химической защиты (август 1944 — май 1946), где читал курсы лекций «Химическая кинетика» и «Строение вещества». 
В 1934 году Кондратьеву была присуждена учёная степень доктора физико-математических наук, а в 1943 году он был избран членом-корреспондентом. За работу «Спектроскопическое изучение химических газовых реакций» Кондратьеву в 1944 году была присуждена Сталинская премия первой степени. В 1953 году Виктор Николаевич Кондратьев стал действительным членом Академии наук СССР. Заведовал сектором кинетики, отделом кинетики и горения  в Институте химической физики.  С 1958 по 1964 год — председатель секции химии и химической технологии комитета по Ленинским премиям в области науки и техники, с 1959 по 1979 год являлся председателем экспертной комиссии по премиям имени Д. И. Менделеева.
С 1957 года был председателем Научного совета по химической кинетике АН СССР, а с 1966 по 1969 год - президентом Международного Союза теоретической и прикладной химии. Участвовал и входил в Международный комитет Международного симпозиума по свободным радикалам. 
Скончался 22 февраля 1979 года в городе Харабали Астраханской области. Похоронен на Кунцевском кладбище.

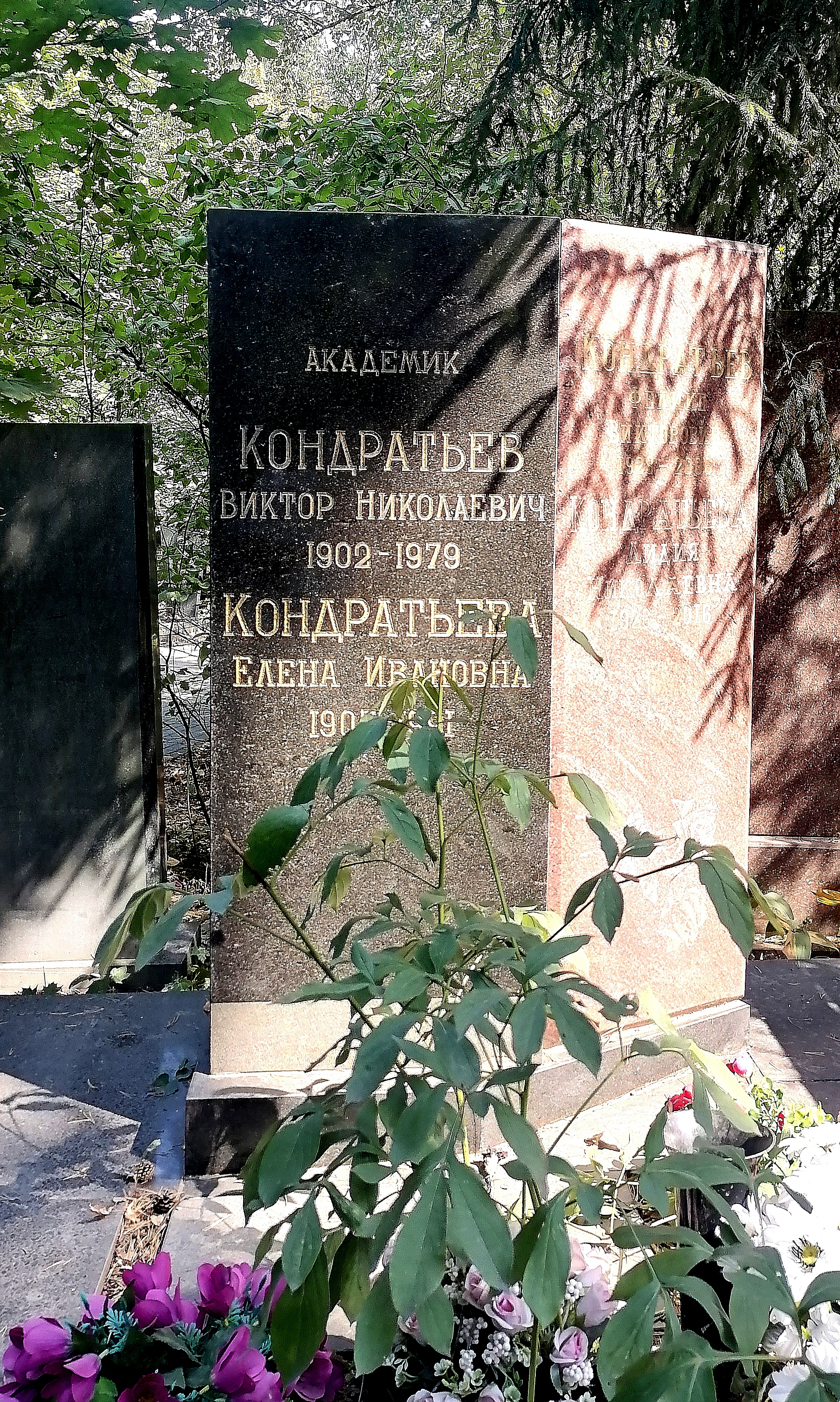
Могила Кондратьева на Кунцевском кладбище

## Научная деятельность
В качестве дипломной работы В. Н. Кондратьев исследовал ионизацию и диссоциацию молекул паров солей под воздействием электронного удара на созданной в 1923 году в ГФТРИ первой в России (и третьей в мире) установке масс-спектрометрии.  В начале 1924 года Виктор Николаевич Кондратьев защитил на эту тему дипломную работу. В 1927 году во время научной стажировке в Гёттингенском университете под руководством Джеймса Франка Кондратьев изучал фотодиссоциацию двухатомных молекул. После возвращения из Германии Кондратьев начал исследования хемилюминесценции при реакции щелочных металлов с молекулами галоидных солей.  Также В. Н. Кондратьев и А. И. Лейпунский изучали радиационную (оптическую) стабилизацию при рекомбинации атомов галогенов; они показали что при соединении атомов в нестабильную молекулу  в возбуждённом состоянии, молекула может перейти в стабильное состояние («стабилизироваться») путём излучения фотона. Спектры пламен объясняются такого рода излучением при рекомбинации. Академик Н. Н. Семёнов, давая характеристику научной деятельности молодого Кондратьева, назвал его «выдающимся экспериментатором, ни на один год не прекращавшим личную экспериментальную работу у лабораторного стола».
Работа Кондратьева в Институте химической физики началась со спектроскопических исследований пламени. Он показал, что интенсивность излучения гидроксильного радикала в разрежённом водородном пламени превышает равновесную, что свидетельствовало об образовании свободных радикалов. Затем Кондратьев и его жена измерили концентрацию гидроксильного радикала в пламени влажной окиси углерода с помощью разработанного Кондратьевым  методом линейчатого поглощения в спектрах.  Другой разработанный Кондратьевым метод каталитической рекомбинации атомов измерял концентрацию свободных атомов, что позволило провести цикл работ по измерению концентрации атомов водорода в пламени. Проведённые работы показали, что скорость цепной химической реакции окисления водорода, окиси углерода, ацетилена и других веществ определяется скоростями реакций свободных радикалов, тем самым экспериментально доказали определяющую роль свободных атомов и радикалов в механизме цепных реакций. Основными помощниками в этих работах были: Е. И. Кондратьева, А. В. Яковлева, М. С. Зискин, Л. И. Авраменко, Д. С. Павлов, В. В. Воеводский.
В 1958 году в свет вышла монография «Кинетика химических газовых реакций», а в 1959 году книга «Структура атомов и молекул», вышедшая также на английском, французском и румынском языках. С конца 1950-х годов Кондратьев руководил тремя циклами экспериментальных работ. Первый цикл был посвящён измерениям констант химических реакций окиси углерода с атомами кислорода, элементарных актов распада озона и других реакций. Второй цикл — это работы по кинетике  реакций в звуковых и сверхзвуковых потоках, по хемоионизации и колебательной релаксации. Третий цикл связан с поиском новых методов измерения констант элементарных процессов с использованием, например ЭПР. В 1970 году вышла одна из главных книг В. Н. Кондратьева «Константы скорости газофазных реакций», настоящая энциклопедия количественной химической кинетики. Последняя монография Кондратьева вышла уже после его смерти.

## Награды и премии
- орден Ленина (1949), (1953), (1971)
- орден Октябрьской Революции (1975)
- орден Трудового Красного Знамени (1945), (1962)
- Сталинская премия первой степени (1946) — за фундаментальный труд «Спектроскопическое изучение химических газовых реакций».[25]
- Золотая медаль Бернарда Льюиса[англ.] Международного института горения (1966) — за выдающиеся исследования в области горения, в особенности спектроскопии и кинетики химических реакций[26].
- Памятная медаль Хофманна[нем.] (1967)[4]

### Комментарии
1. ↑  Место смерти Харабали приведено согласно БРЭ, но в местных СМИ города Рыбинска, уроженцем которого был Кондратьев, фигурирует версия о гибели на рыбалке в посёлке Бугор Астраханской области[14][15]